# Ipratropiumbromid
Ipratropiumbromid ist ein Arzneistoff, der zur Behandlung von chronisch obstruktiven Lungenerkrankungen und bradykarden Herzrhythmusstörungen eingesetzt wird. In der Therapie des Asthma bronchiale wird es, wie auch andere Muskarinrezeptor-Antagonisten, kaum mehr eingesetzt. Ipratropiumbromid ist eine quartäre Ammoniumverbindung und ein Derivat des Atropins, welches durch N-Alkylierung halbsynthetisch oder auch vollsynthetisch hergestellt werden kann. Als Wirkstoff wird ausschließlich das Salz mit Bromid als Gegenion verwendet.

## Klinische Angaben
Als Anticholinergikum blockiert es durch kompetitiven Antagonismus die Erregungsleitung am muskarinischen Acetylcholinrezeptor. Inhalativ beispielsweise als Dosieraerosol eingesetzt, wirkt es vor allem lokal und verhindert eine Konstriktion der Bronchialmuskulatur. Als quartäre Verbindung wird Ipratropiumbromid im Vergleich zu tertiären Ammoniumverbindungen schlechter resorbiert. Dies ist aber in der Therapie erwünscht, um zentrale Effekte von Parasympatholytika, wie eine Hemmung der Bronchialsekretion oder Lähmung des Flimmerepithels, zu umgehen.

### Nebenwirkungen
Selten kann es zu Harnverhalt, Anstieg des Augeninnendrucks bei Engwinkelglaukom und zu Herzrhythmusstörungen kommen. Im Jahr 2008 wurde aufgrund von Beobachtungen, die darauf hindeuteten, dass durch die Verwendung von Ipratropiumbromid-haltigen Medikamenten die Entstehung von Herzinfarkten und Schlaganfällen begünstigt werden könnte, eine Analyse erstellt. Diese ergab eine Erhöhung des relativen Risikos für derartige Nebenwirkungen um 50 %. Das Ausgangsniveau der absoluten Fallzahlen und somit die absolute Zahl von Neuerkrankungen war aber niedrig. Dennoch wurde bis zur endgültigen Klärung der Sicherheit des Wirkstoffes empfohlen, Patienten mit entsprechenden Risiken regelmäßig zu überwachen.

### Wechselwirkungen
Die Wirkung von Ipratropiumbromid kann bei gleichzeitiger Einnahme von β-Sympathomimetika und Xanthinderivaten wie Theophyllin verstärkt werden.

### Gegenanzeige
Bei folgenden Erkrankungen sollte von der Einnahme abgesehen werden:
- mechanische Stenosen (Verengungen im Bereich des Magen-Darm-Kanals)
- Megacolon (ein vergrößerter Dickdarm)
- akutes Lungenödem (starke Wassereinlagerungen in der Lunge)
- Zerebralsklerose (akute Erkrankungen des Hirngewebes)
- Tachyarrhythmien (Herzrhythmusstörungen mit stark erhöhter Herzfrequenz)
- Engwinkelglaukom (Grüner Star)

Während der Stillzeit sowie in den letzten drei Schwangerschaftsmonaten darf der Wirkstoff nicht eingenommen werden.

## Pharmakologische Angaben
Der Wirkungseintritt bei inhalativer Anwendung erfolgt bereits nach etwa fünf Minuten und die Wirkdauer beträgt rund vier bis sechs Stunden. Daneben besitzt Ipratropiumbromid eine große therapeutische Breite. Bei inhalativer Anwendung sind keine schweren anticholinergen
Symptome durch eine Überdosierung zu erwarten. Jedoch können durch eine Überdosis bei systemischer Anwendung behandlungsbedürftige Symptome wie Tachykardie, Miktionshemmung oder Darmlähmung auftreten. Als Antidote werden dann Cholinergika wie Pyridostigmin oder Neostigmin verwendet.

## Handelsnamen
Monopräparate
Atropair (CH), Atrovent (D, A, CH), IPRAXA (D), Itrop (D), Nebu-Iprasal (D), Rhinovent (CH), IpraBronch (D)
Kombinationspräparate
Berodual (D, A), Berodualin (A), Combivent (A), Otrivin Duo (A)